# Abdullah Al Nuaimi
Abdullah bin Mohammad Belhaif Al Nuaimi es un ingeniero y político emiratí, quien fue Ministro de Obras Públicas y Ministro de Medio Ambiente de ese país.

## Biografía

### Educación
Nuaimi tiene una licenciatura en ingeniería mecánica, que obtuvo en la Universidad de Wisconsin-Madison. Recibió un doctorado en gestión de proyectos de ingeniería de la Universidad de Reading.

### Carrera profesional
Se desempeñó como gerente de distribución en el Ministerio de Agua y Electricidad. Luego trabajó en la Autoridad de Aviación Civil, donde ayudó en la mejora del Aeropuerto Internacional de Abu Dabi y sus extensiones. También fue profesor invitado en la Escuela Superior de Tecnología de Dubái.
Se desempeñó como subsecretario del Ministerio de Obras Públicas hasta marzo de 2013. Debido a una reorganización del gabinete, el 12 de marzo de 2013, fue nombrado como nuevo Ministro de Obras Públicas, dentro del gabinete encabezado por el primer ministro Mohammed bin Rashid Al Maktoum, en sustitución de Hamdan bin Mubarak Al Nahyan. Nuaimi es también director de Etihad Rail y de la Autoridad Nacional de Transporte. Así mismo, fue miembro de la Junta Directiva de la Union Railway Company, la Autoridad Federal de Electricidad y Agua y Tennis Emirates.
Fue Ministro de Obras Públicas hasta su designación como Ministro de Medio Ambiente y Cambio Climático en julio de 2020, cargo que ocupó hasta junio de 2021. 